# Krigsåret 1774

## Pågående krig
- Lord Dunmores krig (1774)[1]
  - Virginia på ena sidan.
  - Shawneeindianerna på andra sidan.

- Rysk-turkiska kriget (1768-1774)[2]
  - Osmanska riket på ena sidan.
  - Ryssland på andra sidan.

### Fotnoter
1. ↑  ”United States History”. http://www.u-s-history.com/pages/h1035.html. Läst 4 juli 2011.
2. ↑  ”WHKMLA”. http://www.zum.de/whkmla/military/18cen/russturk176874.html. Läst 30 juni 2011.